# Курски залив
Курски залив (литв. Kuršių marios, рус. Куршский залив, пољ. Zalew Kuroński) је залив Балтичког мора, који Курска превлака одваја од отвореног мора. Територијално припада Литванији и Русији.
Ријека Њемен се улијева у овај залив. На сјеверном дијелу Курске превлаке налази се мореуз на којем је смјештена литванска лука Клаипеда. Јужни крај превлаке припада руској ексклави Калињинградска област.
Подручје око залива су током историје насељавали Куронци и балтички Пруси.